# 실비오 론고부코
실비오 론고부코(이탈리아어: Silvio Longobucco, 1951년 6월 5일, 칼라브리아 주 스칼레아 ~ 2022년 4월 2일)은 이탈리아의 전 프로 축구로, 현역 시절 수비수로 활약했다.

## 수상
유벤투스
- 세리에 A: 1971–72, 1972–73, 1974–75